# Right Now (canção de Rihanna)
"Right Now" é uma canção da cantora barbadense Rihanna, gravada para o seu sétimo álbum de estúdio Unapologetic. Conta com a participação do DJ francês David Guetta, sendo composta por Terius Nash, Robyn Fenty, Guetta, Mikkel S. Eriksen, Tor Erik Hermansen, Shaffer Smith, Giorgio Tuinfort e Nick Rotteveel, com a produção a cargo de Guetta, Stargate, Nicky Romero, Tuinfort. A sua gravação decorreu em 2012 nos Metropolis Studios, Londres, em Inglaterra e Westlake Recording Studios em Los Angeles, na Califórnia. 
A canção deriva de origens estilísticas da música electrónica e dance, sendo que o seu arranjo musical é composto por sintetizadores. Devido às descargas digitais posteriores ao lançamento do disco, entrou em várias tabelas musicais. O seu lançamento está planeado para 28 de Maio de 2013, enviada para as rádios mainstream dos Estados Unidos e servindo como quarto single do disco. 

## Desempenho nas tabelas musicais

### Posições
| Tabela musical (2012-2013)                        | Melhor posição |
| ------------------------------------------------- | -------------- |
| Alemanha - Media Control                          | 46             |
| Austrália - ARIA Singles Chart                    | 39             |
| Áustria - Ö3 Austria Top 75                       | 41             |
| Bélgica - Ultratop 50 (Flandres)                  | 46             |
| Bélgica - Ultratop 50 (Valónia)                   | 37             |
| Canadá - Canadian Hot 100                         | 32             |
| Coreia do Sul - Gaon International Chart          | 62             |
| Escócia - Scottish Singles Chart                  | 25             |
| Eslováquia - IFPI                                 | 59             |
| França - SNEP                                     | 31             |
| Estados Unidos - Billboard Hot 100                | 50             |
| Estados Unidos - Billboard Dance/Club Play Songs  | 33             |
| Estados Unidos - Billboard Dance/Electronic Songs | 19             |
| Irlanda - IRMA                                    | 77             |
| Japão - Japan Hot 100                             | 25             |
| Reino Unido - UK Singles Chart                    | 36             |
| Reino Unido - UK Dance Singles Chart              | 7              |
| Suíça - Schweizer Hitparade                       | 32             |

### Certificações
| País      | Provedor | Certificação |
| --------- | -------- | ------------ |
| Austrália | ARIA     | Ouro         |

## Créditos
Todo o processo de elaboração da canção atribui os seguintes créditos pessoais:
- Rihanna – vocalista principal, composição;
- Terius Nash - composição;
- David Guetta - composição, produção, instrumentos, programação;
- Mikkel S. Eriksen - composição, produção, instrumentos, programação;
- Tor Erik Hermansen - composição, produção, instrumentos, programação;
- Shaffer Smith - composição;
- Giorgio Tuinfort - composição, produção, instrumentos, programação;
- Nick Rotteveel - composição, produção, instrumentos, programação, mistura;
- Kuk Harrell -  produção vocal, gravação vocal;
- Marcos Tovar - gravação vocal;
- Manny Marroquin - mistura.

## Histórico de lançamento
| País           | Data                | Formato          | Editora discográfica |
| -------------- | ------------------- | ---------------- | -------------------- |
| Estados Unidos | 28 de Maio de 2013  | Rádio mainstream | Def Jam              |
| Alemanha       | 21 de Junho de 2013 | CD single        | Def Jam              |
| Reino Unido    | 24 de Junho de 2013 | Impact day       | Mercury              |